# Рассказ предка

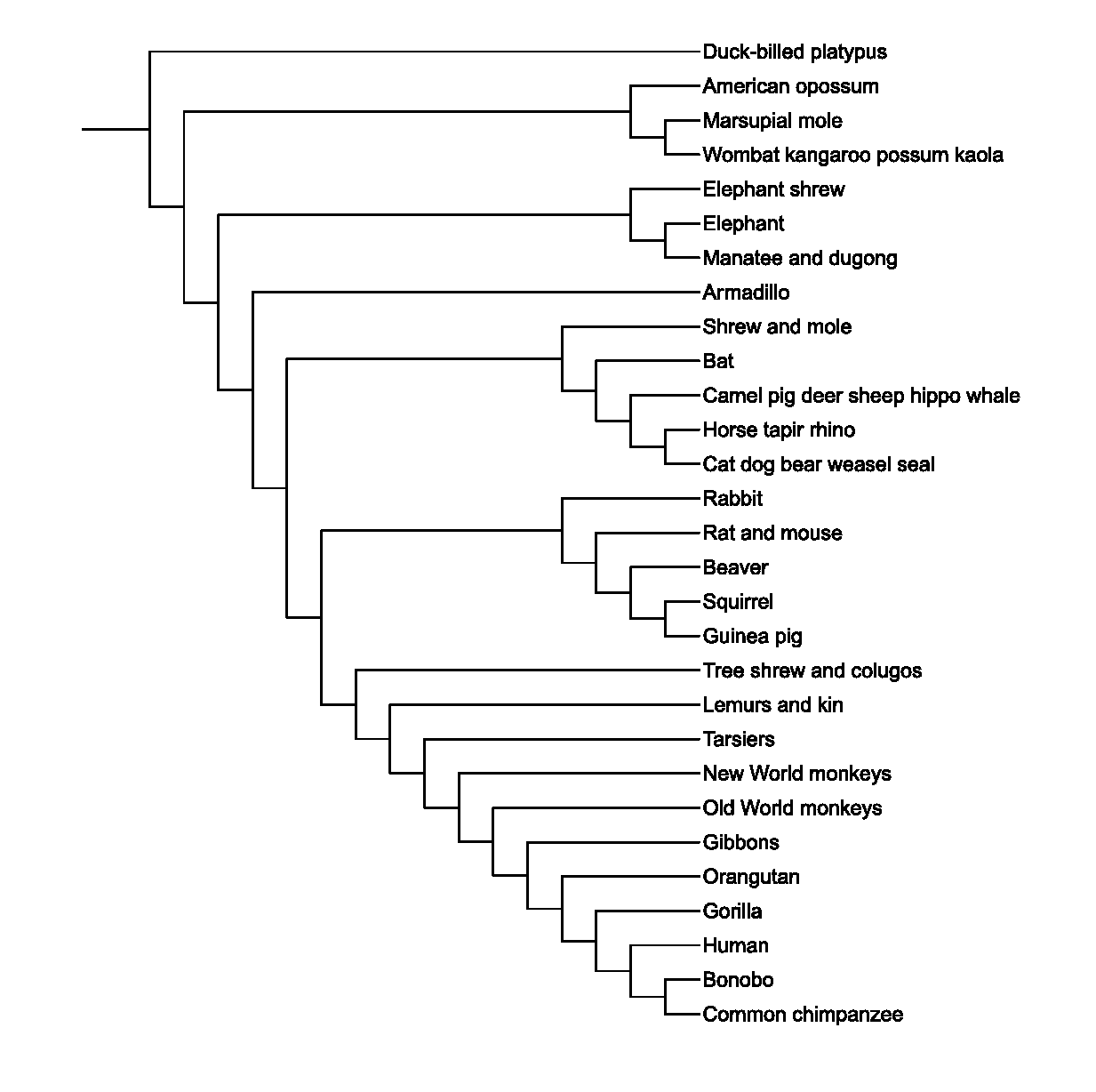

Рассказ предка (англ. The Ancestor's Tale) — научно-популярная книга 2004 года, написанная британским биологом Ричардом Докинзом. Книга была номинирована на премию Aventis в 2005 году.

## Описание
Структура книги навеяна «Кентерберийскими рассказами» Джеффри Чосера и представляет собой паломничество, которое начинается от современных животных и заканчивается происхождением жизни. При каждой встрече Докинз на основе молекулярных и ископаемых сведений пытается выяснить, что из себя представлял ближайший общий предок, и описывает современных животных (а затем растения и прокариоты), которые присоединяются к человеку на этой точке встречи.
Всего в рассказе 41  точка встречи, начиная с нулевой точки, общего предка всех людей, и заканчивая точкой 40 — эубактериями, наиболее похожими на предка всех живущих организмов. Хотя Докинз выражает уверенность в общей форме филогенетического дерева, однако делает оговорки в некоторых моментах, поскольку на момент написания не было достаточных сведений.
Книга посвящена британскому генетику Джону Мейнарду Смиту, который умер незадолго до публикации.